# Aya Miyama
Aya Miyama (宮間 あや Miyama Aya, født 28. januar 1985) er en japansk fodboldspiller, der spiller for Okayama Yunogo Belle i L. League. Siden 2012 har hun været anfører for Japans landshold (Nadeshiko Japan), hvor hun fik debut i 2003. Hun har spillet i alle verdensmesterskaber i fodbold siden 2003 og var en del af Japans hold, der vandt VM i 2011. Miyama førte også Japan til en sølvmedalje ved sommer-OL 2012 i London.